# Shen Jiahao
Shen Jiahao (17 de mayo de 2001) es un deportista de China que compite en natación. Ganó dos medallas en los Juegos Olímpicos de la Juventud de 2018, plata en 4 × 100 m estilos y bronce en 4 × 100 m libre mixto.